# Луи-Фост де Бришанто
Луи-Фост де Бришанто (фр. Louis-Fauste de Brichanteau; 1657 — 22 августа 1690, Страсбург), маркиз де Нанжи — французский военный деятель.

## Биография
Сын Клода-Альфонса де Бришанто, маркиза де Нанжи, и Анн-Анжелики д’Алуаньи де Рошфор.
Маркиз де Нанжи, барон де Мейян, де Шарантон, де Марёй, де Ла-Круазет, де Фролуа, сеньор де Бришанто, и прочее.
Был крещен в церкви Сен-Поль в Париже 28 августа 1657.
Поступил на службу мушкетером в 1675 году. В том году находился при взятии Льежа, Юи, Динана и Лимбурга, в 1676-м при осадах Ландреси и Конде. Подполковник Королевского Морского полка посое смерти маркиза де Фёкьера (4.08.1676), присоединился с ним к Германской армии, с которой закончил кампанию. В 1677 году командовал полком при осаде Фрайбурга, в 1678-м при атаке укреплений Зеккингена и осадах Келя и Лихтенберга, в 1684 году в армии, прикрывавшей осаду Люксембурга.
23 июля 1680 и 5 января 1682 принес оммаж за Бришанто.
В 1688 году участвовал в осадах Филиппсбурга, Мангейма и Франкенталя. Бригадир (26.04.1689), служил в Германии в 1689—1690 годах. 18 августа 1690 атаковал деревню под Оссенбургом, намереваясь захватить фуражный магазин противника. Деревня была хорошо защищена баррикадами, французская атака завершилась успехом, но маркиз был ранен в голову мушкетной пулей и умер через несколько дней в Страсбурге. Его сердце было 8 сентября привезено в Нанжи и там погребено после четырех дней демонстрации.
Составил завещание 16 сентября 1688 в Париже, установив субституцию для своего кузена графа де Бришанто-Гюрси, который в случае отсутствия потомства у его сыновей должен был жениться на его дочери.

## Семья
Жена (14.09.1676, с церковного разрешения): Мари-Генриетта д’Алуаньи де Рошфор (1664—1736), дочь Анри-Луи д’Алуаньи, маркиза де Рошфора, маршала Франции, и Мадлен де Лаваль. Приходилась мужу двоюродной сестрой. Вторым браком вышла за Шарля де Руа де Ларошфуко
Дети:
- Луи-Арман (27.09.1682—8.10.1742), маркиз де Нанжи, маршал Франции. Жена (1705): Мари-Маргерит Фортен де Ла-Угет, дочь Клода Фортена, маркиза де Ла-Угет, и Мари Бонно де Рюбель
- Пьер-Сезар (6.11.1683—14.06.1728), граф де Бришанто
- Луи-Мадлен-Тереза (ум. 05.1713). Муж (22.09.1710): Пьер-Франсуа Горж-д'Антраг, граф де Мейян, известный как герцог де Фаларис